# Dammfladdermus
Dammfladdermus (Myotis dasycneme), fladdermusart i familjen Vespertilionidae (läderlappar). 
En stor fladdermus med en vingbredd på 20–30 cm, kroppslängd på 5,5 - 6,5 cm och vikt upptill 20 g. Pälsen är gulbrun på ovansidan, ljusgrå under.

## Vanor
Dammfladdermusen jagar likt vattenfladdermusen helst över vatten, där den flyger fram och åter på låg höjd. Börjar jaga efter solnedgången. Födan består av sländor och andra vatteninsekter samt fjärilar. Lokalisationslätet har tydligt urskiljbara pulser (i detektor) med en medelfrekvens av 35 kHz.
Arten påträffas i vattenrika, trädbevuxna biotoper.

## Utbredning
Dammfladdermusen finns sällsynt i norra Centraleuropa, södra Skandinavien samt mellersta Ryssland. Når i Sverige från Skåne upp till mellersta Svealand. Var förut mycket ovanlig i Sverige, men modern ultraljudsteknik gjort att den upptäckts på fler lokaler de senaste åren. Sedan den återupptäcktes i Sverige 1985, har beståndet ökat starkt, möjligen med inflyttning från grannländer som Lettland, där arten är vanlig, och från Polen, norra Tyskland och Danmark. 
Dammfladdermus är liksom alla andra svenska fladdermusarter fridlyst i hela Sverige.

## Status
Dammfladdermusen är globalt nära hotad ("NT") enligt IUCN. Upptagen på Sveriges röda lista: likaså som nära hotad. Upptagen i EU:s habitatdirektiv (bilaga 2 och 4).